# Metro Ligero 3 (Metro de Madrid)

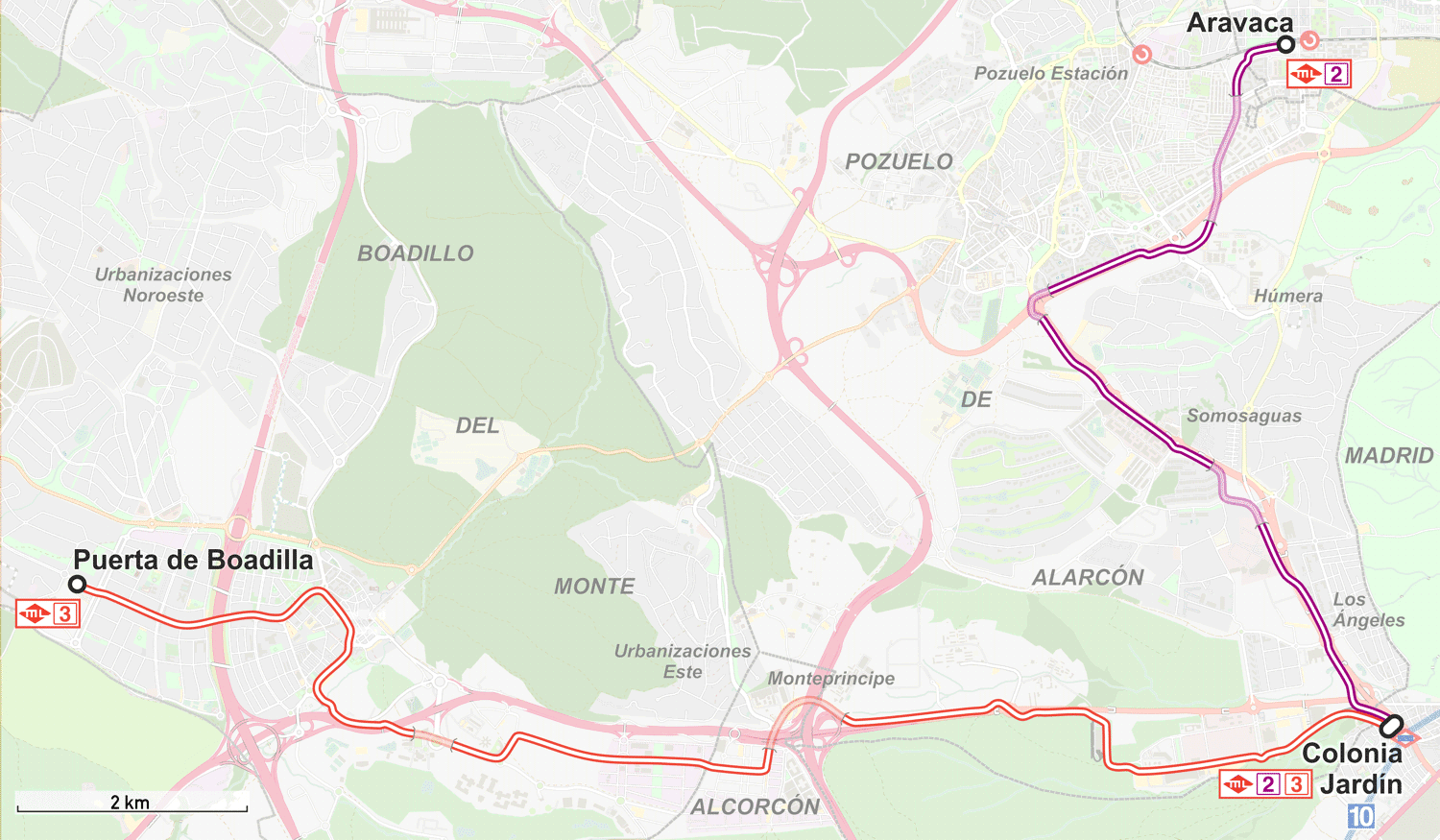
Metro Ligero 3

A Metro Ligero 3 do Metro de Madrid é um linha de metro ligeiro pertencente ao sistema metroviário que atende a capital espanhola. Esta linha foi inaugurada em 2007.

Tem uma extensão de 16,7 km, e conta com 16 estações.

## Ligação externa
- «Sítio oficial»